# Fosforiboziltransferaza
Fosforiboziltransferaza je tip transferaznog enzima.
Tipovi obuhvataju:
- Adenin fosforiboziltransferaza[1][2][3]
- Hipoksantin fosforiboziltransferaza[4][2][3][5]
- Orotat fosforiboziltransferaza[6][7][8]
- Nikotinat-nukleotid difosforilaza (karboksilacija)
- Uracil fosforiboziltransferaza